# Shikyō

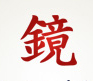
Das Schriftzeichen für Spiegel

Shikyō (japanisch 四鏡, wörtlich „Vier Spiegel“) ist eine Sammelbezeichnung für vier bedeutende Werke historischer Erzählungen (歴史物語 rekishi monogatari) von der späten Heian- bis zur frühen Muromachi-Zeit.
Zu den auch als kagami-mono (鏡物) bezeichneten Werken zählen: das Ōkagami (大鏡, „Großer Spiegel“), Imakagami (今鏡, „Jetztspiegel“), Mizukagami (水鏡, „Wasserspiegel“) und Masukagami (増鏡, „Klarer Spiegel“).
Ähnlich dem europäischen Mittelalter, als viele Werke mit speculum die lateinische Bezeichnung für den Spiegel im Titel führten, hat der Spiegel auch in Japan Eingang in die Literatur gefunden. Im Unterschied zu Europa, wo der Spiegel sinnbildlich für Selbsterkenntnis und Weisheit steht, spiegeln die japanischen Werke eher die geschichtliche Situation im alten Japan wider. Die Bedeutung des Spiegels in Japan ist auch daran ersichtlich, dass er als „Heiliger Spiegel“ (八咫の鏡 yata no kagami) zu den drei Reichsinsignien gehört.
Eine strukturelle Besonderheit aller vier Erzählungen ist, dass historische Ereignisse in literarischer Form unter Verzicht auf einen Erzähler als Zwiegespräch zweier betagter Gesprächspartner dargeboten werden. Wie andere rekishi monogatari sind sie in Silbenschrift (Katakana) gemischt mit Kanji verfasst. Die oben genannte Reihenfolge entspricht der Reihenfolge ihrer Entstehung. Betrachtet man die Zeitabschnitte, die Gegenstand der vier Werke sind, so muss das Mizukagami wie folgt vorangestellt werden: Mizukagami, Ōkagami, Imakagami und Masukagami. Insbesondere das Ōkagami wird auch explizit als „Erzählung von der Generationenfolge“ (yotsugi), das Masukagami als „fortgesetzte Erzählung von der Generationenfolge“ (zoku yotsugi) bezeichnet.
Zwischen dem Inhalt des Imakagami und dem Masukagami fehlen die historischen Ereignisse zur Zeit der beiden Tennō Takakura und Antoku, der bei der Seeschlacht von Dan-no-ura sein Leben verlor. Diese Ereignisse werden in den zwei Rollen (Maki) des Iyayotsugi (弥世継) berichtet, das jedoch nicht zu den „vier Spiegeln“ gehört.